# 1747 az irodalomban
Az 1747. év az irodalomban.

## Új művek

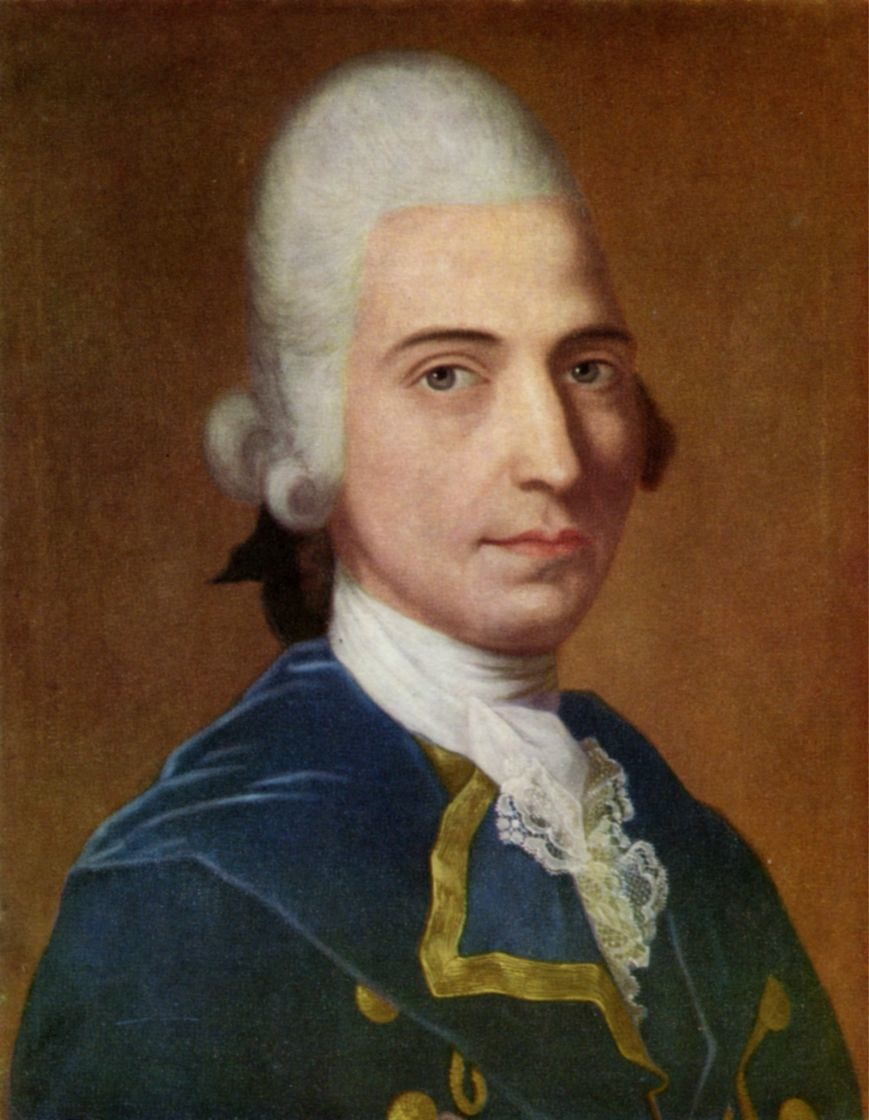
Gottfried August Bürger

- Voltaire: Zadig (eredeti formájában Memnon címen).
- Samuel Richardson levélregénye: Clarissa (I. kötet; a többi kötet a következő évben jelent meg).

## Születések
- szeptember 30. – Friedrich Justin Bertuch német könyvkereskedő, író és fordító († 1822)
- december 31. – Gottfried August Bürger német költő, a Münchhausen báró kalandjai írója († 1794)
- 1747 (vagy 1746) – Bessenyei György költő, író, drámaíró, a magyar felvilágosodás egyik meghatározó egyénisége († 1811)

## Halálozások
- május 28. – Luc de Clapiers de Vauvenargues francia író, moralizáló munkák szerzője (* 1715)
- november 17. – Alain René Lesage francia novellista, drámaíró (* 1668)